# 長野力
長野 力（ながの ちから、1939年（昭和14年）9月19日 - ）は、日本の政治家。元鹿児島県西之表市長（3期）、元西之表市議会議員（2期）。旭日小綬章受章。

## 概要
鹿児島県西之表町（現西之表市松畠）生まれ。西之表市立住吉中学校、鹿児島県立種子島高等学校、中央大学法学部卒業。1964年4月、太陽銀行（現三井住友銀行）に入行し、1982年7月に太陽神戸銀行を退職。銀行退職後は田上病院（現種子島医療センター）に入職した。
1997年、故郷の西之表市の市議会議員選挙に立候補し、初当選した。2001年、市議再選。2004年、任期を1年弱残して市議を辞職した。
2005年、西之表市長選挙に自由民主党・民主党の推薦、公明党の支持を受けて立候補し、当選した。2009年の西之表市長選では、「金ピカ先生」の名前で立候補を届け出た予備校講師の佐藤忠志を破り、再選。2011年6月、日米外務・防衛担当閣僚会合（2プラス2）で公になった、西之表市に属する馬毛島へのアメリカ軍空母艦載機の発着訓練（FCLP）の移転には反対を表明した。
2013年、西之表市長に3選。
2017年の西之表市長選には不出馬を表明したが、長野の後継を選出する市長選には6人の候補が出馬し、いずれも法定得票に届かなかったため、再選挙が実施された。長野は2月18日の任期切れにより退任し、3月19日の再選挙で、元朝日新聞社記者で長野同様、FCLPの馬毛島への移転に反対していた八板俊輔が当選するまでは、副市長が職務代理者を務めていた。

## 栄典
2017年秋の叙勲で地方自治功労により旭日小綬章を受章。